# 牛丸福作
牛丸 福作（うしまる ふくさく、1882年2月3日 - 1956年8月20日）は、日本の海軍軍人。最終階級は海軍中将。岐阜県出身。斐太中学（現・岐阜県立斐太高等学校）、攻玉社中学出身。

## 経歴
- 1882年（明治15年）2月3日 - 牛丸新七郎の四男（三男とも）として吉城郡船津町（現・飛騨市）に生まれる[2]。11代に渡り船津町に居住して酒造業を営んだ旧家である[1]。
- 1903年（明治36年） - 海軍機関学校卒業、海軍機関少尉に任官。
  - 4月27日 - 海軍少機関士候補生を命ず、須磨乗組みを命ず[3]。
  - 9月8日 - 須磨乗組みを免じ八島乗組みを命ず[4]。
  - 12月28日 - 任 海軍少機関士、八島乗組み被仰付[5]。八島が沈没すると仮装砲艦乗組として水雷沈置、掃海などを行う。乗艦が幾度も沈没したが生還[1]。
- 1905年（明治38年） - 旗艦三笠に転乗し日本海海戦に参加。機関中尉として功を立てる。その後駆逐艦乗組に転じ樺太攻略に従う[1]。
  - 1月12日 - 任 海軍中機関士[6]。
- 1906年（明治39年）11月5日 - 常磐分隊長心得被免、厳島分隊長心得被仰付[7]。
- 1907年（明治40年）9月28日 - 任 海軍機関大尉、補 生駒分隊長[8]。
- 1908年（明治41年）
  - 6月3日 - 免 生駒分隊長、待命被仰付、但し佐世保に滞在すべし[9]。
  - 7月21日 - 免 韓崎分隊長、待命被仰付、但し横須賀に滞在すべし[10]。
  - 9月2日 - 補 横須賀海兵団分隊長[11]。
- 1909年（明治42年）
  - 3月31日 - 海軍水雷学校第五期機関官学生卒業。成績優等にして御賞賜品を拝受す[12]。
  - 4月1日 - 免 海軍水雷学校学生、補 海軍機関学校教官兼監事[13]。
  - 12月1日 - 免 海軍機関学校教官兼監事、海軍大学校機関学生被仰付[14]。
- 1911年（明治44年）5月22日 - 海軍大学校機関学生教程卒業、海軍大学校専修学生被仰付[15]。
- 1912年（明治45年）5月22日 - 海軍大学校専修学生教程卒業、補 舞鶴海軍工廠造機部部員[16]。
- 1916年（大正5年）12月1日 - 任 海軍機関中佐[17]
- 1918年（大正7年）6月1日 - 英国出張被仰付[18]、免 海軍技術本部部員兼海軍大学校教官造船監督官、補 造船監督官[19]
- 1920年（大正9年）
  - 8月12日 - 帰朝を命ず[20]
  - 12月1日 - 免 造船監督官、補 海軍艦政本部部員兼造船監督官海軍艦型試験所所員[21]
- 1923年（大正12年）
  - 5月10日 - 免 海軍機関学校教官[22]
  - 11月20日 - 免 横須賀海軍工廠造機部部員、補 海軍艦政本部出仕[23]
- 1924年（大正13年）3月3日 - 特命検閲使付被仰付[24]
- 1925年（大正14年）12月1日 - 免 海軍艦政本部出仕、補 横須賀海軍工廠造機部長[25]
- 1928年（昭和3年）12月27日 - 工業品規格統一調査会委員被仰付[26]
- 1932年（昭和7年）6月1日 - 補 海軍省軍需局長[27]
- 1934年（昭和9年）5月10日 - 補 軍令部出仕[28]
- 1935年（昭和10年）
  - 2月1日 - 兼補 海軍技術会議議員[29]
  - 11月15日 - 免 海軍技術会議議員[30]。
  - 12月28日 - 予備役被仰付[31]。予備役編入後間も無く三菱鉱業株式会社顧問となる[1]。

## 栄典
位階
- 1904年（明治37年）3月18日 - 正八位[32]
- 1905年（明治38年）2月14日 - 従七位[33]
- 1907年（明治40年）11月30日 - 正七位[34]
- 1913年（大正2年）2月10日 - 従六位[35]
- 1916年（大正5年）12月28日 - 正六位[36]
- 1921年（大正10年）1月20日 - 従五位[37]
- 1926年（大正15年）1月15日 - 正五位[38]
- 1930年（昭和5年）12月27日 - 従四位[39]
- 1935年（昭和10年）12月27日 - 正四位[40]
- 1936年（昭和11年）1月17日 - 従三位[41]

勲章
- 1906年（明治39年）4月1日 - 功五級金鵄勲章・勲六等単光旭日章・明治三十七八年従軍記章[42]
- 1915年（大正4年）11月7日 - 勲四等旭日小綬章・大正三四年従軍記章[43]
- 1920年（大正9年）11月1日 - 勲三等旭日中綬章・大正三年乃至九年戦役従軍記章・賜金千四百円[44]
- 1934年（昭和9年）4月29日 - 勲一等瑞宝章・昭和六年乃至九年事変従軍記章[45]
- 1940年（昭和15年）8月15日 - 紀元二千六百年祝典記念章[46]

外国勲章佩用允許
- 1934年（昭和9年）3月1日 - 満州帝国:建国功労章[47]

## 家族
- 妻 - 梅：同じく飛騨出身である陸軍中将・押上森蔵の三女[1]。
- 長女 - 澄子：女子高等師範学校附属高等女学校卒業[1]。
- 次女 - 春子：府立第一高等女学校卒業[1]。